# مرسدس-بنز ئی‌کیوای
مرسدس-بنز ئی‌کیوای (اچ۲۴۳) یک خودروی کاملاً برقی کراس‌اوور لوکس در ابعاد کامپکت کوچک است که توسط مرسدس-بنز تولید شده‌است. این خودرو بخشی از خانوادهٔ مرسدس-بنز ئی‌کیو است.

## بررسی اجمالی

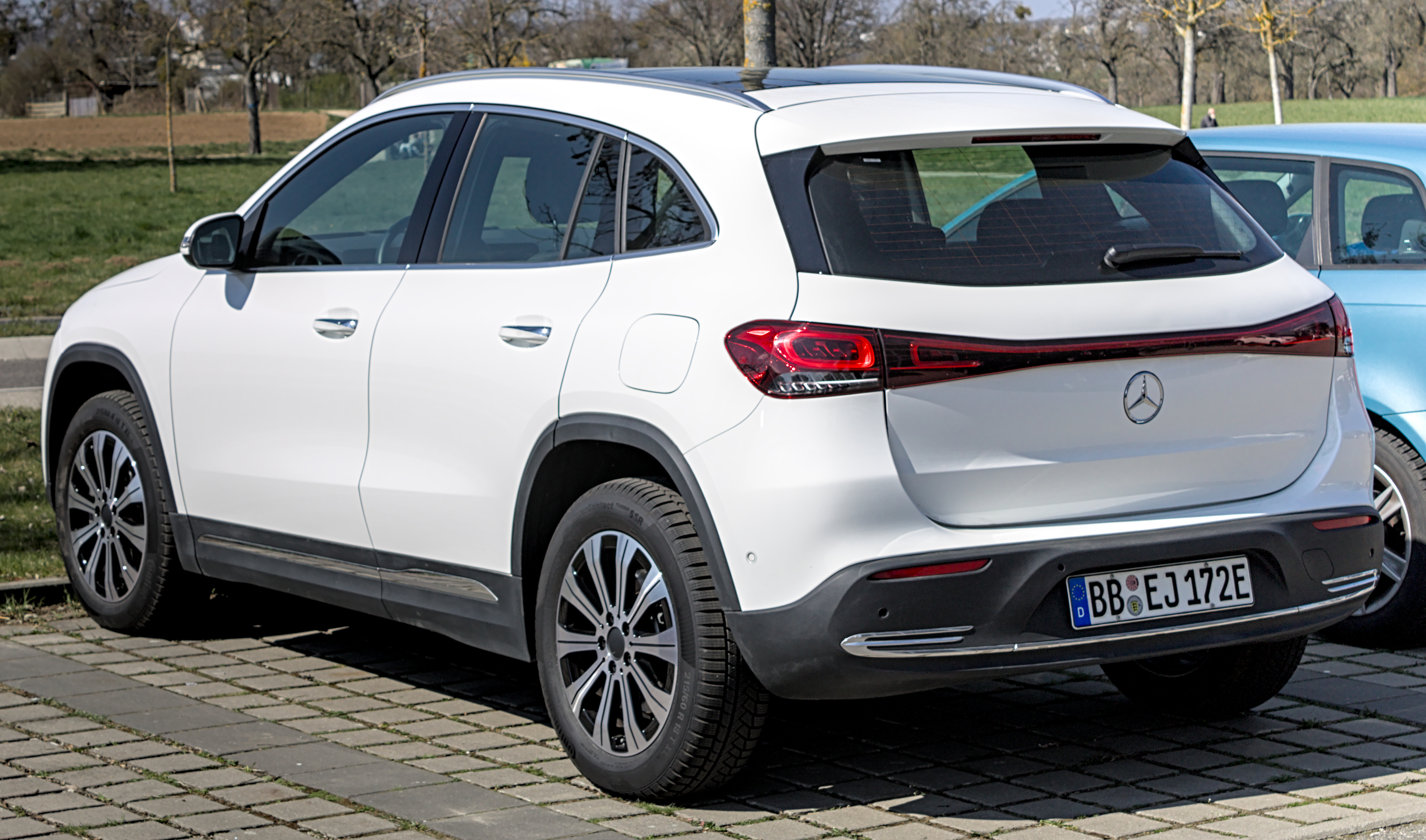
نمای عقب

ئی‌کیوای ارتباط نزدیکی با نسل دوم مرسدس-بنز کلاس-جی‌ال‌ای مجهز به موتور درون‌سوز دارد.
در ابتدا تنها نسخهٔ ئی‌کیوای ۲۵۰ در دسترس بود. این نسخه از ئی‌کیوای موتور الکتریکی ۱۹۰ اسب بخاری دارد و محور جلو است. مرسدس بعدها نسخهٔ قدرتمند تری با استفاده از قابلیت چهارچرخ محرک و دو موتور که توانایی تولید بیش از ۲۶۰ اسب بخار را دارند و نیز نسخه‌ای با پیمایش بیشتر را نیز معرفی کرد.

## نسخه‌ها
نسخه‌های این خودرو عبارتند از:
| مدل                 | تولید | قدرت                       | گشتاور                       | ۰–۱۰۰ کیلومتر بر ساعت | حداکثر سرعت                           | حداکثر پیمایش (WLTP)           | پیمایش (EPA) |
| ------------------- | ----- | -------------------------- | ---------------------------- | --------------------- | ------------------------------------- | ------------------------------ | ------------ |
| ئی‌کیوای ۲۵۰         | ۲۰۲۱– | ۱۴۰ کیلووات (۱۸۸ اسب بخار) | ۳۷۵ نیوتن متر (۲۷۷ پوند-فوت) | ۸٫۹ ثانیه             | ۱۶۰ کیلومتر بر ساعت (۹۹ مایل بر ساعت) | ۴۲۶ کیلومتر (۲۶۵ مایل)         |              |
| ئی‌کیوای ۳۰۰ ۴ماتیک  | ۲۰۲۱– | ۱۶۸ کیلووات (۲۲۵ اسب بخار) | ۳۹۰ نیوتن متر (۲۸۸ پوند-فوت) | ۷٫۷ ثانیه             | ۱۶۰ کیلومتر بر ساعت (۹۹ مایل بر ساعت) | ۴۰۰–۴۲۶ کیلومتر (۲۴۹–۲۶۵ مایل) |              |
| ئی‌کیوای ۳۵۰ ۴ماتیک+ | ۲۰۲۱– | ۲۱۵ کیلووات (۲۸۸ اسب بخار) | ۵۲۰ نیوتن متر (۳۸۴ پوند-فوت) | ۶ ثانیه               | ۱۶۰ کیلومتر بر ساعت (۹۹ مایل بر ساعت) | ۴۰۹–۴۳۲ کیلومتر (۲۵۴–۲۶۸ مایل) |              |